# A Moment like This (Leona Lewis)
A Moment like This è un singolo di Leona Lewis del 2006, cover dell'omonimo brano di Kelly Clarkson, vincitrice della terza edizione britannica del talent show The X Factor.

## Accoglienza
In questa versione, il singolo ha ottenuto maggior successo rispetto alla versione originale raggiungendo la vetta della classifica britannica per quattro settimane consecutive. Il singolo conteneva anche altre due cover: la prima era una reinterpretazione della celebre aria Summertime, la seconda una cover di Elton John Sorry Seems to Be the Hardest Word.
Un anno dopo la pubblicazione del singolo, la canzone è stata inserita nell'album di debutto della cantante, Spirit.
A Moment like This ha venduto oltre un milione di copie nel Regno Unito e Irlanda.

## Tracce
1. A Moment like This
2. Summertime
3. Sorry Seems to Be the Hardest Word

## Classifiche
| Classifica (2006) | Posizione massima |
| ----------------- | ----------------- |
| Irlanda           | 1                 |
| Regno Unito       | 1                 |